# New Mexico United
Maillots
Actualités
Dernière mise à jour : 29 décembre 2024.
New Mexico United (en abrégé : NM United, ou NMU) est une équipe américaine de soccer participant au USL Championship, basée à Albuquerque dans le Nouveau-Mexique.

## Histoire

### Un héritage à honorer
Dans les années 1990, les Chiles du Nouveau-Mexique deviennent la première équipe de soccer professionnel dans l'État du Nouveau-Mexique en intégrant la American Professional Soccer League avant de rejoindre la USISL,.
L'équipe participe au tournoi final des séries en 1995 et attire une foule moyenne de 3 854 spectateurs à chaque rencontre avant d'être dissous par ses propriétaires l'année suivante.
Dès la prochaine saison, les Chiles sont remplacés par les Geckos d'Albuquerque qui intègrent la division 3 des United Soccer Leagues (USISL D-3 Pro League) en disposant de nouveaux propriétaires et d'une équipe entièrement renouvelée en plus de disputer ses rencontres dans un nouveau stade, partagé avec les Lobos du Nouveau-Mexique,. Les Geckos s'imposent dans leur division avant de remporter le titre de D3. Leurs résultats remarqués leur valent de rejoindre la A-League en 1998 mais ils se retrouvent en grande difficulté à l'étage supérieur et dans l'impossibilité de payer ses joueurs tout au long de la saison. Avec une faible affluence de 1 200 spectateurs en moyenne, le modèle d'affaires des Geckos est remis en cause et l'équipe déménage à Sacramento en Californie en octobre 1998,.
Ce n'est qu'en 2014 qu'une nouvelle équipe, semi-professionnelle cette fois-ci, le Sol d'Alburquerque, est fondée afin de capitaliser sur la popularité du soccer dans la région. L'objectif est alors d'obtenir un droit de franchise en United Soccer League dans les prochaines années avant, éventuellement, d'accéder à la Major League Soccer à long terme.
Les propriétaires du Sol commandent alors une étude de marché en 2016 afin d'évaluer la construction potentielle d'un stade entièrement destiné au soccer de 10 000 places dans le centre-ville dans le cas de l'obtention d'une équipe d'expansion en USL en 2018 puis en MLS en 2024. L'étude identifie alors trois sites possibles pour un stade au cœur d'Albuquerque pour un montant évalué entre vingt-quatre et quarante-cinq millions de dollars.

### Des débuts encourageants

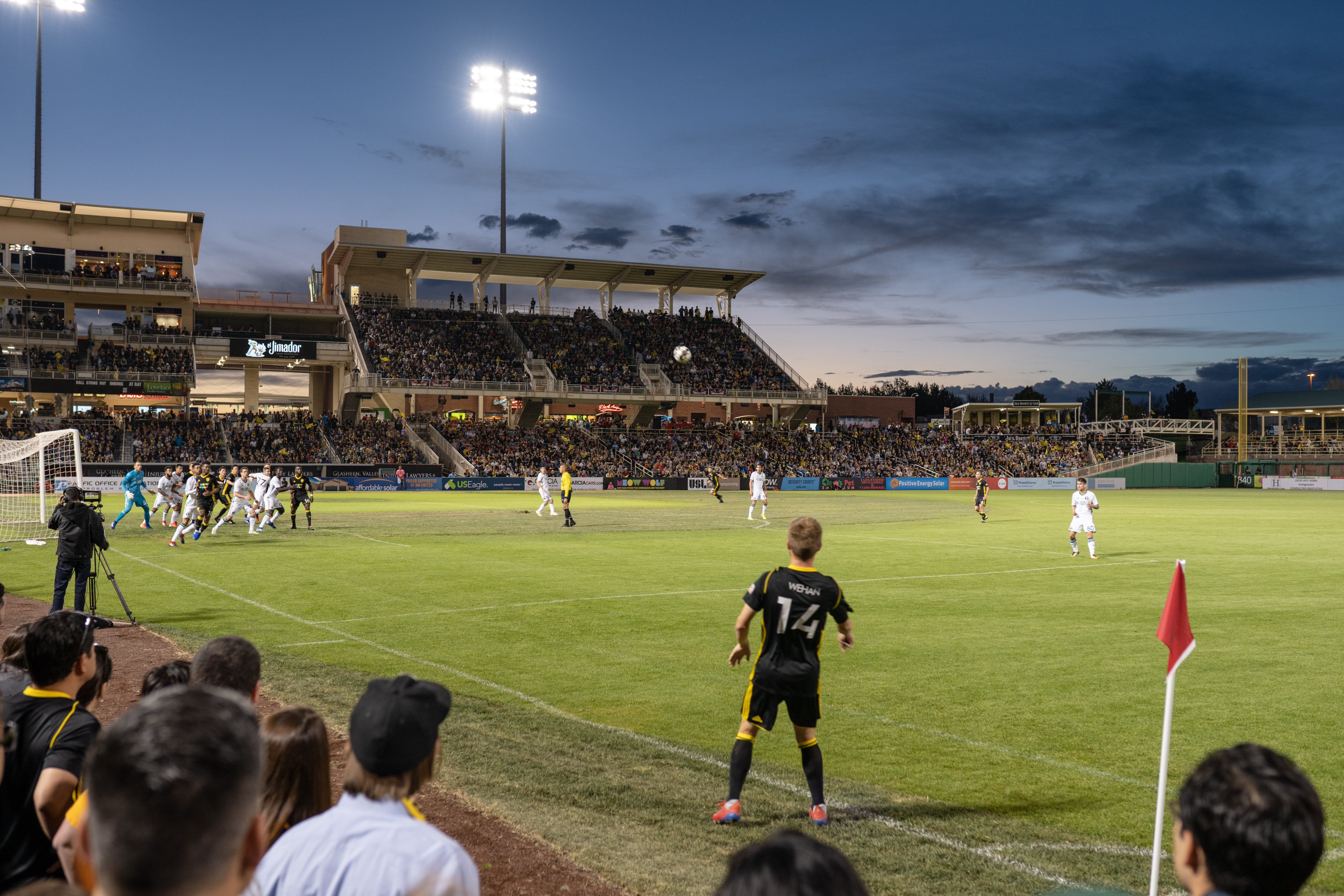
Chris Wehan lors de la saison 2019.

Le 6 juin 2018, la USL annonce qu'un club d'expansion est octroyé à un groupe d'investisseurs d'Albuquerque, la nouvelle franchise devant faire ses débuts en mars 2019. Le 9 octobre suivant, le nom issu de suggestions de supporteurs, est dévoilé et le soccer professionnel au Nouveau-Mexique fait son retour sous l'identité de New Mexico United, représenté par le jaune et le noir,.
La rencontre inaugurale de cette première saison intervient le 9 mars 2019 quand 12 896 spectateurs se massent au Isotopes Park. Devon Sandoval inscrit le premier but de l'histoire de la franchise dans un match nul 1-1 contre le Fresno FC. Le succès sur le terrain tarde à venir tandis que celui à la billetterie est immédiat puisque New Mexico United domine le USL Championship en termes d'affluences avec une moyenne de 12 693 spectateurs lors de la saison 2019 et une rencontre à guichets fermés le 5 mai avec un record local de 15 023 supporteurs,. En Coupe des États-Unis, un parcours impressionnant mène la nouvelle équipe jusqu'en quart de finale après notamment deux victoires contre des franchises de MLS (les Rapids du Colorado et le FC Dallas) avant une défaite contre Minnesota United. Cette première saison en USL Championship se conclut par une dixième place dans l'Ouest et une élimination dès le premier tour des séries éliminatoires,.
Pour sa rencontre inaugurale de la saison 2020, New Mexico United s'incline 1-0 sur la pelouse du Bold d'Austin le 7 mars 2020. Quelques jours plus tard, la pandémie de Covid-19 contraint la ligue à suspendre ses activités pour plusieurs mois. À la fin du mois de juin, un nouveau format est adopté pour écourter la saison régulière et réduire les déplacements à travers le pays, le club est ainsi intégré au groupe C avec le Locomotive d'El Paso, les Real Monarchs et les Switchbacks de Colorado Springs. L'organisateur du championnat annonce ensuite le nouveau calendrier aménagé de chaque équipe le 2 juillet avec sept parties à domicile pour United. Cependant, la gouverneure du Nouveau-Mexique, Michelle Lujan Grisham, déclare le 9 juillet suivant que les activités de groupe de plus de cinq personnes sont bannies sur l'ensemble du territoire de l'État et incite les équipes sportives à annuler leur saison. Dans ce contexte, le club délocalise ses activités – entraînements et rencontres – en-dehors du Nouveau-Mexique jusqu'au terme de la saison. Malgré cette situation inédite, l'équipe termine deuxième de son groupe et se qualifie pour les séries éliminatoires avec un bilan de huit victoires, trois verdicts nuls et quatre défaites, lui valant le surnom de Road Warriors. En phase finale du championnat, le club se défait du San Antonio FC avant de connaître l'élimination face à son rival régional du Locomotive d'El Paso.
L'exercice 2021 est celui du retour à domicile pour New Mexico United qui retrouve ses supporters à l'occasion du troisième match de la saison contre le Bold d'Austin le 15 mai 2021. La rencontre se solde par une victoire 3-1 des locaux. Au cours de l'été, Cristian Nava devient le premier joueur formé au club à signer un contrat avec l'équipe professionnelle. Avec une fiche de douze victoires, douze nuls et autant de défaites, le club manque une participation aux séries de fin de saison pour la première fois de son histoire en 2021 malgré une victoire 3-1 face aux Real Monarchs le 30 octobre, insuffisante puisque le club échoue à un seul point des Toros de Rio Grande Valley. Dans les jours qui suivent, l'entraîneur Troy Lesesne – à qui une prolongation de contrat était proposée – annonce son départ du club et sa volonté de découvrir d'autres horizons. Dix jours plus tard, son adjoint depuis 2019, Zach Prince est nommé pour le remplacer.
Dans un retour à un format traditionnel à deux conférences en 2022, New Mexico United est à la lutte pour les places qualificatives aux séries éliminatoires toute la saison et conclut son calendrier à la cinquième place de l'Ouest. Opposé au Republic de Sacramento en quart de finale de conférence, le club est défait 2-0.

## Palmarès et résultats

### Palmarès
| Compétitions nationales                                                  | Trophées mineurs |
| - Coupe des États-Unis - Meilleure performance : Quart de finale en 2019 | - Vierge         |

### Bilan par saison
| Saison | Niv. | Ligue            | Saison régulière | Saison régulière | Saison régulière | Saison régulière | Saison régulière | Saison régulière | Saison régulière | Position | Position | Séries USL Championship       | US Open Cup     | Affl. moy. saison régulière | Affl. moy. séries éliminat. |
| Saison | Niv. | Ligue            | M                | V                | N                | D                | BP               | BC               | Pts              | Conf.    | Ligue    | Séries USL Championship       | US Open Cup     | Affl. moy. saison régulière | Affl. moy. séries éliminat. |
| ------ | ---- | ---------------- | ---------------- | ---------------- | ---------------- | ---------------- | ---------------- | ---------------- | ---------------- | -------- | -------- | ----------------------------- | --------------- | --------------------------- | --------------------------- |
| 2019   | 2    | USL Championship | 34               | 11               | 13               | 10               | 59               | 57               | 46               | 10e/18   | 19e/36   | Premier tour                  | Quart de finale | 12 693                      | N/A                         |
| 2020   | 2    | USL Championship | 15               | 8                | 3                | 4                | 23               | 17               | 27               | 6e/18    | 11e/35   | Demi-finale de conférence     | Annulée         | N/A                         | N/A                         |
| 2021   | 2    | USL Championship | 32               | 12               | 10               | 10               | 44               | 40               | 46               | 8e/15    | 16e/31   | Non qualifié                  | Non tenue       | 7 863                       | N/Q                         |
| 2022   | 2    | USL Championship | 34               | 13               | 12               | 9                | 49               | 40               | 51               | 5e/13    | 12e/27   | Quart de finale de conférence | Troisième tour  | 10 724                      | N/A                         |

### Meilleurs buteurs par saison
| Saison | Meilleurs buteurs | Meilleurs buteurs |
| Saison | Joueurs           | Buts              |
| ------ | ----------------- | ----------------- |
| 2019   | Kevaughn Frater   | 17                |
| 2020   | Chris Wehan       | 7                 |
| 2021   | Chris Wehan       | 10                |
| 2022   | Neco Brett        | 8                 |
| 2022   | Justin Portillo   | 8                 |
| 2022   | Chris Wehan       | 8                 |

## Logo et couleurs

Le logo du club est inspiré du symbole Zia, vu ici sur drapeau du Nouveau-Mexique.

Le logo de New Mexico United arbore un blason jaune avec quatre lignes noires qui représentent le symbole Zia que l'on retrouve sur le drapeau du Nouveau-Mexique, utilisé en accord avec le peuple Zia. Le logo inclut aussi un diamant avec le nombre 18, symbolisant l'année de fondation du club. Les couleurs jaune et noire font référence au drapeau de l'État tout en se différenciant d'autres clubs locaux,.

## Stades

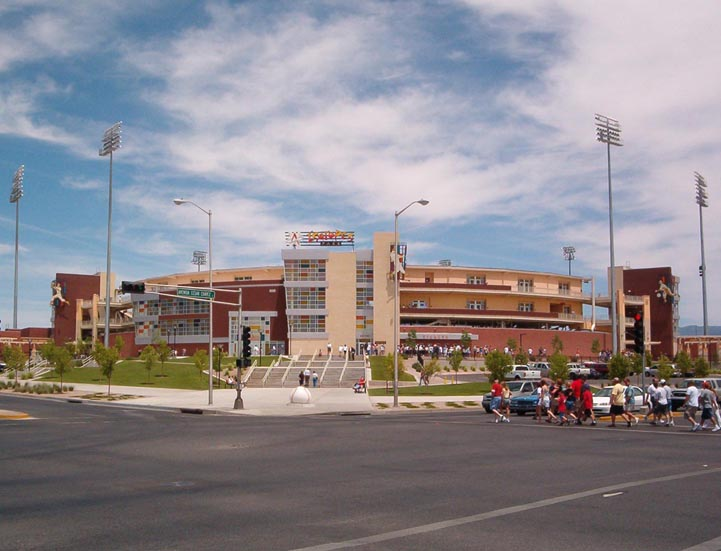
Le Isotopes Park en 2005.

New Mexico United joue ses rencontres à l'Isotopes Park, un stade de baseball principalement utilisé par les Isotopes d'Albuquerque de la Pacific Coast League, en attendant la construction d'une nouvelle enceinte entièrement destinée au soccer. NMU évolue au stade lorsque les Isotopes sont sur la route. La capacité de l'Isotopes Park est de 13 500 sièges.

## Personnalités historiques

### Entraîneurs
Le tableau suivant présente la liste des entraîneurs du club depuis 2019.
| Rang | Entraîneur   | Nationalité | Début            | Fin             | Matchs | Victoires | Nuls | Défaites | % victoires | Palmarès |
| ---- | ------------ | ----------- | ---------------- | --------------- | ------ | --------- | ---- | -------- | ----------- | -------- |
| 1    | Troy Lesesne | États-Unis  | 13 août 2018     | 5 novembre 2021 | 89     | 34        | 29   | 26       | 38.20%      |          |
| 2    | Zach Prince  | États-Unis  | 15 novembre 2021 | 13 juin 2023    | 51     | 20        | 14   | 17       | 39.22%      |          |
| 3    | Eric Quill   | États-Unis  | 13 juin 2023     | En poste        |        |           |      |          |             |          |

## New Mexico United U23
Le 23 janvier 2020, New Mexico United annonce la création d'une équipe U23 en USL League Two à compter de la saison 2020. Cette nouvelle formation se trouve alors dans la Division Mountain et permet de développer une passerelle entre les équipes de jeunes et l'équipe première